# Mortal Kombat vs. DC Universe
Mortal Kombat vs. DC Universe é um jogo eletrônico de luta de 2008 desenvolvido e publicado pela Midway para PlayStation 3 e Xbox 360. É precedido por Mortal Kombat: Armageddon. Trata-se do primeiro crossover da série Mortal Kombat junto com a DC Comics. Esta versão usa a Unreal Engine 3.0.

## Planejamento
O jogo tem entre 22 personagens jogáveis, e como chefe o personagem novo que é o Dark Kahn, que é a fusão entre Darkseid, da DC Comics, e Shao Kahn, do Mortal Kombat. O jogo conta com um Modo História de duas perspectivas diferentes, uma dos personagens do Mortal Kombat e outra da DC. Em ambos, ocorre a crise do desaparecimento de vários heróis da DC e de vários guerreiros do Mortal Kombat e um lado verá o outro como um invasor e aliado de Dark Khan enquanto tenta descobrir o mistério por trás dessa união de mundos. Quando você termina o Modo História do lado do Mortal Kombat, Shao Kahn estará disponível para a escolha. Quando você termina pelo lado do DC Universe, Darkseid estará disponível para a escolha.

## Mecânicas de jogo
O Rage Mode é um modo onde o personagem fica mais forte, e não pode ser parado por ataques a distância (raio laser do Superman, por exemplo). Esse modo dura exatos seis segundos e para ativá-lo deve-se completar uma barra, sendo apanhando ou batendo no oponente. Na história do jogo, Rage é uma influência de Dark Kahn sobre os outros personagens, que os fazem perder a razão e confundir qualquer um com seus inimigos e Dark Kahn usa para que os personagens se enfrentem.
O Freefall Kombat, presente na maioria dos cenários, é um modo especial onde você luta enquanto cai de alta distância, lembrando os já extintos Stage Fatalities. Cada personagem tem direito a um movimento especial próprio enquanto está neste modo.
O Klose Kombat é semelhante ao Freefall Kombat, cada personagem tem golpes próprios e um ataca enquanto o outro se defende com a câmera focada apenas nos lutadores.
O Test Your Might é um modo que o jogador usa o inimigo como escudo para quebrar várias paredes, mas não é muito visto, pois somente poucas arenas têm este recurso.

## História
Após a invasão à Terra de Shao Kahn ter sido um fracasso, derrotado pelas Forças da Luz, Raiden atinge e manda Shao Kahn através de um portal. E ao mesmo tempo na Terra, Superman consegue deter a invasão de Darkseid e seu exército de para-demônios por atingir o Novo Deus com sua visão de calor enquanto Darkseid entrava num portal. Esses atos não destruíram nenhum dos dois, mas os fundiu de certo modo, transformando-os em Dark Kahn, o que causa a colisão dos universos DC e Mortal Kombat. Nesse caso, as habilidades dos personagens vão além, causando violentos surtos da "Fúria" (Rage), que são na verdade os sentimentos de Dark Kahn sendo fundidos. Por causa disso, certos personagens ganham força ou vulnerabilidade. Isso permite que as coisas tais como a possibilidade de Superman ser derrotado devido a sua vulnerabilidade à magia, e dando o Coringa a capacidade de combater Raiden. Com cada mundo pensando que o outro é responsável pela fusão, eles lutam entre si no Mortal Kombat, até que apenas um lutador de cada lado permanece: Raiden e Superman. Na batalha final, os dois lutam enquanto Dark Kahn se alimenta de sua raiva, até que os ambos percebem que o outro não estava trabalhando para Dark Kahn. Após superarem a raiva dentro de si, derrotam seu inimigo fundido, restaurando os dois mundos à sua separação normal. Enquanto todo mundo foi enviado ao seu universo original, Darkseid e Shao Kahn permanecem em universos diferentes e ficam impotentes. No final, eles estão numa prisão eterna no outro universo; Darkseid está contido no Submundo enquanto Shao Kahn é preso na Zona Fantasma.

## Personagens

### Mortal Kombat
- Hanzo Hasashi / Scorpion
- Kuai Liang / Sub-Zero
- Kitana
- Liu Kang
- Sonya Blade
- Jackson Briggs / Jax
- Kano
- Raiden
- Baraka
- Shang Tsung
- Shao Kahn

### DC Comics
- Kal-El / Clark Kent / Superman
- Bruce Wayne / Batman
- Diana Prince / Wonder Woman
- Hal Jordan / Green Lantern
- Barry Allen / Flash
- Selina Kyle / Catwoman
- Billy Batson / Captain Marvel
- Coringa
- Slade Wilson / Deathstroke
- Uxas / Darkseid
- Lex Luthor

## Arenas

### Mortal Kombat
- Hell (Inferno ou Netherrealm)
- Graveyard (cemitério)
- Raiden Temple (construção dedicada ao Deus do trovão)
- Hangar 2 (pista de pouso e decolagem)
- Montain Hangar (pista de pouso e decolagem localizada em uma montanha)
- Wu Shi Academy (Academia dos monjes Shaolin)
- Lin Kuei Temple (ocupado por ninjas de Ra's Al Ghul)
- Outworld (Exoterra)

### DC Universe
- Batcaverna
- Metrópolis (DC Comics)
- Gotham City  (telhado)
- Fortaleza da Solidão
- Lexcorp
- Gotham City (rua)
- OA (senado dos Guardiões do Universo)
- Pedra da eternidade
- Apokolips
- Estação Espacial Internacional